# Hidaj
Hīdaj (farsi هیدج) è una città dello shahrestān di Abhar, circoscrizione Centrale, nella provincia di Zanjan in Iran. Nel 2011 aveva 13.003 abitanti. Si trova circa 20 km a nord-ovest di Abhar, sulla grande strada di comunicazione che collega Zanjan a Teheran.